# Wieża widokowa na Chełmcu
Wieża widokowa na Chełmcu – wybudowana w 1888 r. na Chełmcu.

## Położenie
Wieża znajduje się na Chełmcu, szczycie górskim o wysokości 851 m n.p.m., wchodzącym w skład Masywu Chełmca, będącym wzniesieniem Gór Wałbrzyskich (Sudety Środkowe), wznoszącym się bezpośrednio nad Wałbrzychem. Zbudowany z permskich porfirów.

## Historia

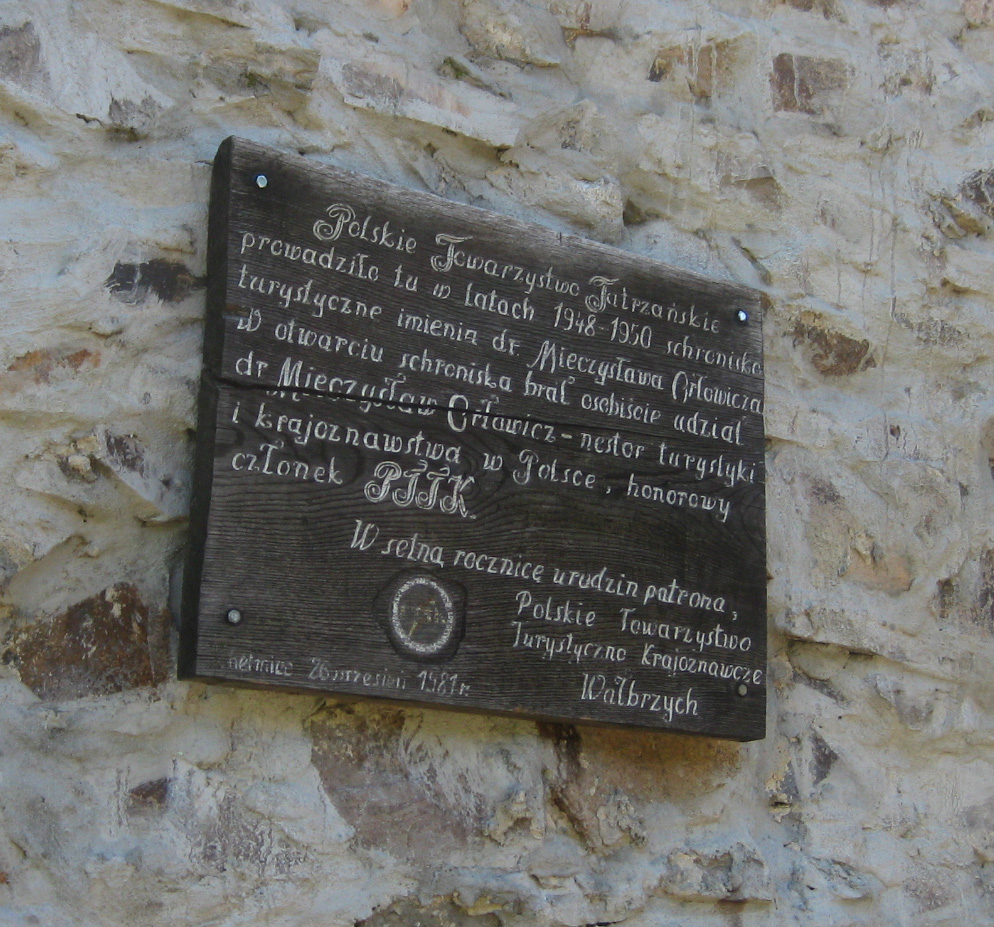
Tablica pamiątkowa na ścianie wieży widokowej na Chełmcu

W latach 80. XIX wieku na szczyt poprowadzono dwie drogi gruntowe, wycinając las na jednym zboczu oraz wierzchołku, celem udostępnienia góry ruchowi turystycznemu. W 1888 r. zbudowano kamienną wieżę widokową o wysokości 22 m (do dziś istniejącą) w kształcie zamkowej pseudobaszty. W latach 20. i 30. XX wieku odbywały się rajdy samochodowe na trasie Boguszów – szczyt Chełmca. Po II wojnie światowej wybudowano budynek, gdzie obecnie znajduje się RTON Chełmiec. W budynku tym zabudowano nadajniki zagłuszające Radia Wolna Europa.
Nadajniki pracowały na falach średnich i krótkich. Anteny były zabudowane na drewnianych masztach wkoło obiektu. Cały teren był ogrodzony podwójnym osiatkowanym płotem. Do dziś można znaleźć resztki słupów betonowych ogrodzenia oraz betonowe
postumenty odciągów anten. Po likwidacji zagłuszarek obiekt był wykorzystywany przez krótki czas jako ośrodek kolonijny. W latach 60. zabudowano prosty przemiennik TV, który retransmitował program ze Ślęży.
Kolejna już poważna inwestycja miała miejsce w 1973, kiedy założono tam Radiowo-Telewizyjny Ośrodek Nadawczy (RTON) i zbudowano maszt telekomunikacyjny o wysokości 69 m. Obecnie maszt wykorzystywany jest przez telewizję, telefonię komórkową, nadajniki radiowe i służby cywilne. W 2012 wybudowano nowy maszt, na którym mają być zabudowane nowe anteny, a stary ma być rozebrany. 
Budynek wieży widokowej po wojnie wykorzystywany był do celów turystycznych oraz na obiekcie zabudowane były przemienniki 
Pogotowia Ratunkowego, Gazownictwa, Energetyki, Górnictwa itd. Aktualnie wieża wykorzystywana jest do celów turystycznych.
Po lewej stronie od wieży widokowej znajduje się 45-metrowy krzyż wzniesiony przez Społeczny Zespół Budowy Krzyża. Nocą jest oświetlany dużymi reflektorami. Poświęcenie krzyża-pomnika odbyło się 23 września 2000 r. przez biskupa Tadeusza Rybaka. Budowa krzyża wzbudziła wiele kontrowersji ze względu na ochronę środowiska, zniszczenie naturalnego piękna góry oraz wysokich kosztów i braku racjonalnego uzasadnienia dla tego projektu. Wszystkie budowle Chełmca, a zwłaszcza wieża RTV, są widoczne z kilkudziesięciu kilometrów przy dobrej pogodzie. Obszar przy milenijnym krzyżu na Chełmcu jest miejscem uroczystości religijnych (msze polowe, lokalne pielgrzymki) organizowanych przez instytucje kościelne diecezji świdnickiej i zakonne, czasem przy współudziale instytucji świeckich.

## Transmitowane programy
Opracowano na podstawie materiału źródłowego.

### Programy radiowe
| LP | Program                      | Właściciel                     | Częstotliwość | Moc promieniowana nadajnika | Polaryzacja |
| -- | ---------------------------- | ------------------------------ | ------------- | --------------------------- | ----------- |
| 1  | Muzyczne Radio               | Muzyczne Radio                 | 90,90 MHz     | 5 kW                        | pozioma     |
| 2  | Radio Złote Przeboje 91,8 FM | Grupa Radiowa Agory Sp. z o.o. | 91,80 MHz     | 0,2 kW                      | pionowa     |
| 3  | Muzyczne Radio               | Muzyczne Radio                 | 106,70 MHz    | 0,8 kW                      | pionowa     |